# 鄧智良
鄧智良（1962年8月24日—），香港前公務員及行政人員，曾擔任元朗民政事務專員，退休後曾出任博愛醫院董事局總幹事。鄧於1990年8月加入港英政府任職政務主任，及後曾任職於多個決策科局及部門。他在公務員生涯中曾處理多個極具爭議性的工作，包括推行雙村長制、開徵商品及服務稅、興建焚化爐、擴建新界東南堆填區及規管分間樓宇單位等。他在2022年8月從公務員系統退休，官至首長級丙級政務官，及後於2023年8月獲博愛醫院董事局聘任為總幹事，至2025年7月離任。

## 早年生活
鄧智良在1962年8月24日出生。他在1984年於香港浸會學院取得工商管理學榮譽文憑，並在畢業後於商界從事市場營銷工作。及後，他前往英国蘇格蘭的斯特灵大学修讀財務學工商管理碩士課程，亦在1989年畢業時同獲英國皇家特許行銷學會的市場營銷學公司文憑。

## 公務員生涯

### 早年生涯
鄧智良在1990年8月加入港英政府任職政務主任，並獲安排於布政司署保安科擔任助理保安司。及後，他在1991年12月時被派遣至旺角政務處出任民政主任，直至1994年1月旺角區及油尖區合併為油尖旺區時離任，並隨後獲調回布政司署，於政務科擔任助理政務司。他在1995年11月改於文康廣播科出任助理文康廣播司，負責香港的藝術文化政策，包括監督文藝場地設施和統籌公共藝術等。在任內，他於1997年4月晉升為高級政務主任，亦在同年7月因中國恢復在香港行使主權而更改職稱為文康廣播局助理局長。
鄧於1998年1月平調工商局助理局長，但在同年3月就調離政府總部及躍升至社會福利署助理署長，負責涉及社會福利的津貼事宜。他在社署時提出慈善籌款活動必須向社署署長申請許可證，並在活動完結後於180日內提交帳目結算表，以及在主要報章上刊示公眾，以加強透明度來打擊舞弊。不過，他在同年10月就再獲安排離開社署，調派至民政事務總署。

### 元朗民政事務專員

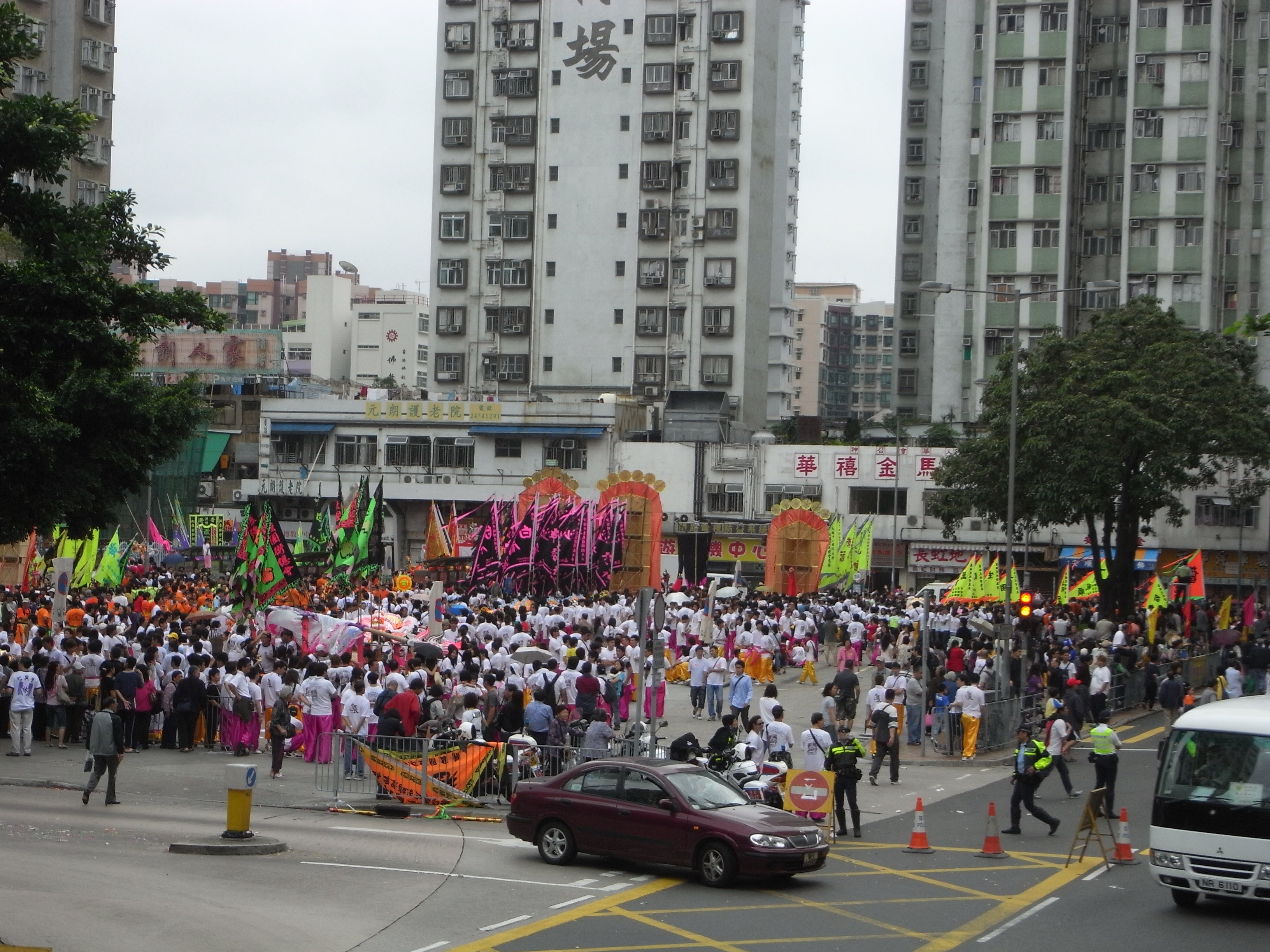
元朗民政事務處統籌元朗天后誕巡遊

鄧智良在1998年10月19日獲港府委任為元朗民政事務專員，以接替陳明鉅，而鄧亦在同月30日起出任官守太平紳士。他在上任後籌辦多場宣傳活動，包括與王國彬、葉采芊、周守信及陳念德等民政事務專員呼籲新界西選區的選民在1999年香港區議會選舉投票，以及在大欖隧道舉辦展覽宣傳交通安全。不過，壆圍在2000年6月因大雨而嚴重水浸，民政事務總署副署長呂孝端與鄧視察災區後，承認港府在地區聯絡工作上有欠妥當。元朗新市鎮及天水圍新市鎮的基建在其任內持續完善，他亦為建造中的九廣西鐵主持元朗站工程動工儀式，但西鐵各個工地的噪音影響沿綫居民健康，惹來大量投訴，而深港西部通道的工程更一度因破壞流浮山一帶的蠔場而被叫停。
在新界原居民事務上，鄧統籌區內的天后寶誕巡遊，亦在接獲厦村村民在2000年希望重修古剎靈渡寺時予以協助，促成工程於2003年完工。然而，港府在2001年強硬推行雙村長制制度，鄧代表港府面對眾多原居民的激烈反對下，最終說服元朗六鄉均同意在2003年香港新界村代表選舉起實施新安排。天水圍天恒邨在2004年4月發生滅門慘案，引發公眾對天水圍城市規劃欠佳及公共服務支援不足的討論，鄧亦因而被傳召至香港立法會就事件答辯。及後，鄧在2004年7月31日卸任專員，並由陳欽勉接任。

### 重返政總
鄧智良在2004年8月重返政府總部，於財經事務及庫務局擔任首席助理秘書長，負責財政收入事宜，曾處理與德国、新加坡及斯里蘭卡避免向船舶及航機雙重徵稅的事宜。由於香港主辦世界貿易組織第六次部長級會議，他被借調至會議的統籌辦事處出任副總監，亦兼顧向市民宣傳世貿及會議的知識及重要性的工作。在世貿會議完結後，鄧返回財庫局原崗位，並獲港府安排負責爭取各界支持開徵商品及服務稅。銷售稅建議在朝野內外均備受批評，而何鴻燊及何俊仁等均出面指摘稅項會破壞香港經濟，而鄧就出席包括城市論壇在內的多場辯論，以圖爭取各界支持。雖然鄧在不少辯論中取得上風，但在民意普遍反對開徵稅項下，財政司司長唐英年在2006年12月宣佈放棄計劃。

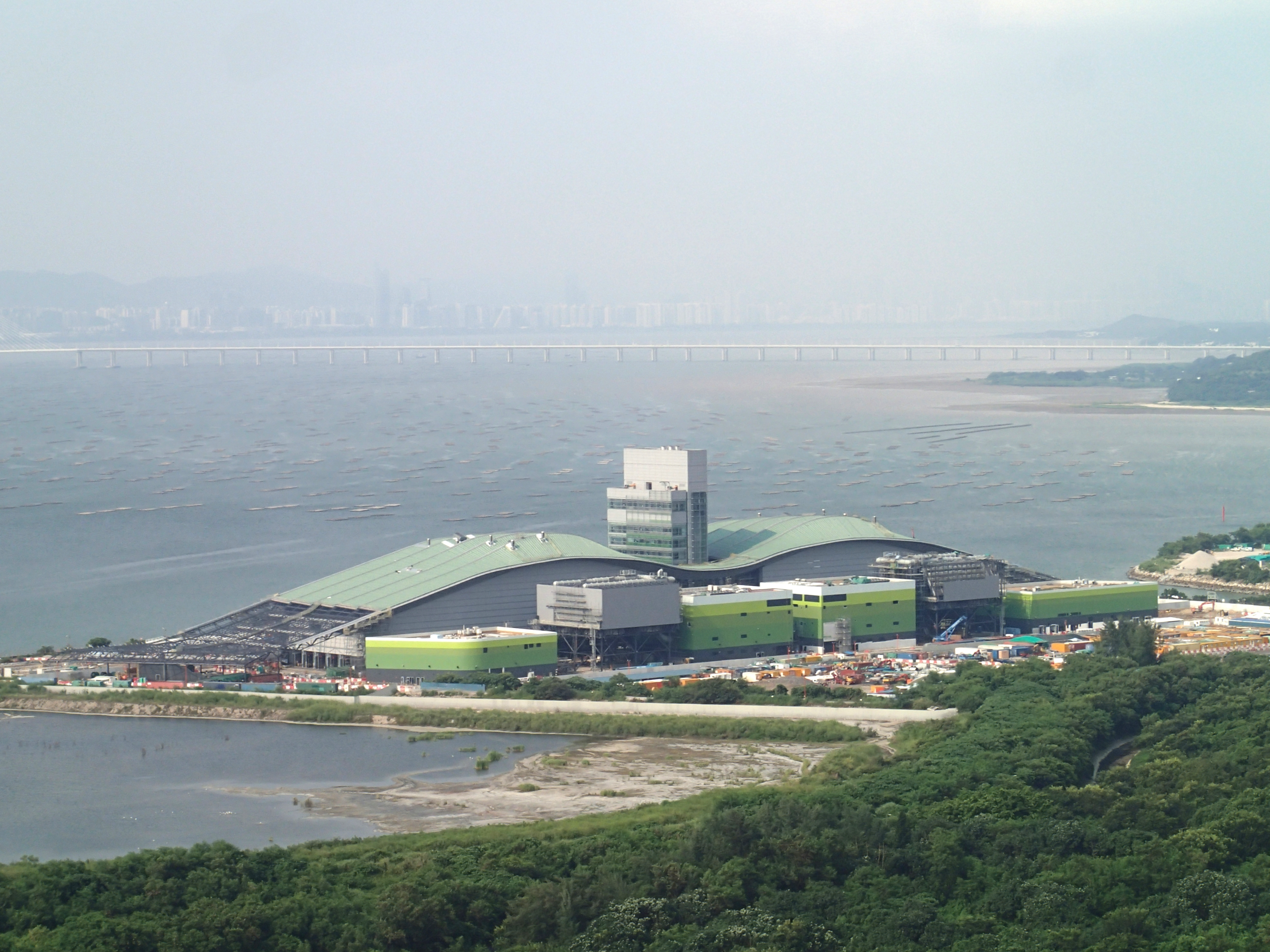
鄧智良籌措的增咀焚化爐工程落實動工

在2007年，鄧轉任環境保護署助理署長，負責自然保育和基建規劃，包括監督廢物處理設施規劃和環境及自然保育基金。基金在他任內撥款鳳園谷及塱原，令當地的蝴蝶品種及雀鳥數量得以提升。及後，他提出在香港新建焚化爐處理廢物，雖然青洲英坭提出的方案亦不獲港府採納，但大嶼山石鼓洲及屯門區曾咀的計劃得以落實，日後建成I·PARK1及T·PARK 源·區。然而，新界東南堆填區擴建越過諮詢西貢區議會及香港立法會而直接由行政長官會同行政會議通過刊憲一事，他亦代表港府向民眾解釋整個程序符合法律規定及環保政策。
鄧在2011年獲調派至運輸及房屋局，擔任負責房屋政策統籌的首席助理秘書長，並兼任房屋署助理署長。他在任內不但協助制訂長期房屋策略，亦專責商用樓宇和分間樓宇單位的管理，甚至相關官員編制等工作。他在2014年夏季改任創新科技署助理署長，統籌創科基建設施和科學及技術等标准的工作。他在任內除了加強香港公私營研究團隊與外界的合作外，就曾在2017年10月就國際單位制基本單位重新定義建議進行推廣工作。

### 投資推廣及退休
鄧智良在2017年11月獲派遣至投資推廣署出任助理署長，分管部門服務及行政工作，以及協助港府及商界拓展中国内地市場。在任內，他經常陪同署長傅仲森出席香港立法會會議，匯報部門的工作成果、數據及市場狀況。他率先鼓勵福建省及南京市等地的新產業企業赴港設分司以開拓海外市場，並統籌與重庆市等簽署多份諒解備忘錄促進交流合作，及後更出訪陕西省及内蒙古自治区等地宣傳香港市場。在反對逃犯條例修訂草案運動及2019冠状病毒病疫情後，鄧與傅仲森均以仍有眾多外資企業來港開業說明外資未有大規模撤離香港，而鄧更指出粵港澳大灣區市場及相關概念對外來投資者甚具吸引力。在2022年8月，年屆60歲的鄧退休離任公務員。

## 行政工作
鄧智良在2022年8月退休近一年後，獲博愛醫院董事局於2023年7月聘用為總幹事，並於8月3日履新，接替馬學章。在任內策劃籌款活動期間，他持續與無綫電視保持合作，同時結合一直與錦田鄉事委員會共同舉辦的文物行，以提升籌款效果。另外，博愛作為北部都會區的主要社會福利機構，鄧代表博愛出席北都社區總體營造的社會創新研討會。在對外事務方面，他曾與其他社會福利機構一同拜訪嗇色園進行交流，並共同為2023年京津冀暴雨灾害等外地災害籌募捐款。他在2025年7月16日離任總幹事。

## 個人生活
鄧智良視游泳、羽毛球及閱讀為個人愛好。

## 榮譽

### 殊勳
- 官守太平紳士（J.P.）（1998年10月30日－2004年7月31日）[9]

### 頭銜
- 鄧智良，JP（Vincent Tang Chi-leung, JP，1998年10月30日－2004年7月31日）[9]

## 外部連結
- 鄧智良的個人官方領英頁面

| 政府职务      | 政府职务                                         | 政府职务      |
| ------------- | ------------------------------------------------ | ------------- |
| 前任： 陳明鉅 | 元朗民政事務專員 1998年10月19日－2004年7月31日   | 繼任： 陳欽勉 |
| 非組織職務    |                                                  |               |
| 前任： 馬學章 | 博愛醫院董事局總幹事 2023年8月3日－2025年7月16日 | 空缺          |